# Сёриндзи-кэмпо
Сёриндзи Кэмпо (яп. 少林寺拳法 Сё:рин-дзи Кэмпо:, Shōrin-ji Kempō) - это система самозащиты, духовного совершенствования и физического воспитания, основанная в 1947 году мастером Накано Митиоми (1911-1980), более известным под псевдонимом Со Досин.
Эта система была создана на основе учения Бодхидхармы о необходимости железного здоровья, несгибаемого духа и миролюбивого характера для достижения просветления. Только практика боевых искусств, дыхательно-медитативные упражнения, познание истинной сути буддизма и применение его принципов в повседневной жизни позволяют обрести эти "три сокровища".
Сёриндзи Кэмпо пользуется популярностью среди более чем 2 миллионов практикующих, объединенных в более чем трех тысячах клубов по всему миру. В 1974 году была создана Всемирная Организация Сёриндзи Кэмпо (Сёриндзи Кэмпо Сэкай Рэнго), которая включает в себя 37 стран, в том числе Австралию, Германию, Индонезию, Испанию, Италию, Канаду, Сингапур, США, Францию, Украину, Чили, Россию и многие другие страны.

## Сущность системы Сёриндзи Кэмпо
Эту систему можно сравнить со светильником, стоящим на трёх ногах, символизирующих разум, тело и энергию:
- Разум — это изучение законов природы и общества, физиологии и психологии, восточной философии и медицины, стратегии и тактики поединка…
- Энергия — это развитие биоэнергетических возможностей организма, выработка умения сознательно управлять циркуляцией «ки», направлять её в любую точку тела и в окружающее пространство.
- Совершенствование тела осуществляется тремя способами: твёрдым (гохо), мягким (дзюхо) и методом саморегуляции (сэйхо).

Раздел «гохо» включает в себя различные защитные действия, такие как уходы, уклоны, нырки, кувырки, прыжки, блоки и контрудары, выполняемые в ответ на атаки противника. Этот раздел во многом похож на бокс и на каратэ, однако отличий ещё больше, и главное из них — гораздо более естественное поведение бойца: техника «тамэсивари» (разбивание твёрдых предметов) сюда не входит. С точки зрения Со Досина, эта техника не соответствует реальности боя, где противник не так твёрд, как кирпич или доска, и в то же время движется и старается уклоняться от ударов. Тем не менее, результаты применения приёмов «гохо» могут быть весьма разрушительными.
«Дзюхо» — метод мягкости, под которым имеется в виду проведение различных бросков и болевых удержаний, освобождение от захватов и контрзахваты, удушения и т. д. Эти приёмы могут выполняться почти безболезненно для противника, а могут сопровождаться повреждением суставов и связок, болевым шоком. Степень болевого и травмирующего воздействия на противника определяется степенью его собственной агрессивности.
Метод саморегуляции «сэйхо» объединяет практику сидячей и динамической медитации, практику релаксации, точечный массаж и самомассаж, приёмы мгновенного приведения себя в состояние наивысшей боевой готовности. Сюда же входят приёмы реанимации и восстановления путём воздействия на энергетические каналы и центры человеческого организма.

## Принципы системы
Первый из принципов Сёриндзи Кэмпо гласит: «тело и дух едины» (кэн дзэн итинё). Он подразумевает необходимость совершенствования одновременно и тела, и духа, единство боевой техники и нравственности. Это очень важно хотя бы уже потому, что даже восточные боевые искусства во многих случаях предают забвению свою духовную (то есть религиозно-философскую) основу. Особенно наглядно это видно в спортивных единоборствах, когда физически переразвитые спортсмены страдают от травм и болезней из-за того, что их психика и нервная система не тренированы. Такова неизбежная плата за пренебрежение верой в высший смысл, медитациями и дыхательными упражнениями. В то же время развитие одних лишь духовных качеств без тренировки тела делает человека физически слабым, а следовательно, и беспомощным перед лицом бездуховного агрессора со стальными мышцами.
Гармоническое развитие духа и тела невозможно без соблюдения трёх заповедей: быть доброжелательным, быть мудрым и быть смелым. Быть доброжелательным — значит уважать жизнь во всех её формах и проявлениях и особенно уважать человеческую жизнь, самую драгоценную и уникальную во Вселенной. Мудрость заключается в спокойствии, милосердии, уважении и доверии к людям и ко всем другим живым существам. И, наконец, смелость позволяет человеку реализовать свои потенции, претворить в жизнь замыслы и мечты, преодолеть различные препятствия, в том числе успешно противостоять любому нападению. А для того, чтобы все это стало возможным, требуется крепкое здоровье.
Реализация упомянутых качеств есть не что иное как самостановление, проповедовавшееся Шакьямуни (Буддой). Он говорил: «Прежде всего стань опорой самому себе. Став опорой себе, помоги утвердиться другому». Другой важный принцип Сёриндзи Кэмпо формулируется следующим образом: «сила и любовь не противоречат друг другу» (рики ай фуни). Он обосновывает выбор боевых искусств в качестве средства самосовершенствования. Соответственно, встает вопрос об отличиях Сёриндзи Кэмпо от спорта (спортивных единоборств) и от традиционного каратэ.
Спортсмен подвергает себя интенсивным и жёстким тренировкам ради достижения личной или командной победы на соревнованиях, происходящих по определённым правилам и под контролем судей. Однако стремление к победе нередко ведет к нарушению олимпийского требования честности, к использованию запрещённых приёмов, допинга, психического и иного давления на соперника и к запредельным нагрузкам в тренировочном процессе. В результате на первый план выдвигается принцип «победа любой ценой», реализация которого связана с разрушением здоровья спортсмена и с его морально-психологической деградацией. В этом случае нет места ни самосовершенствованию, ни помощи другому (соперник, как ясно из самого термина, далеко не партнёр).
В традиционном каратэ методы тренинга во многом схожи с теми, которые используются в Сёриндзи Кэмпо. Однако их цели различны. Победа над соперником в каратэ — это его убийство или травмирование, а сам поединок проходит без судей и без каких бы то ни было правил. Цель Поединка в Сёриндзи Кэмпо определяется полузабытым ныне значением иероглифа «у» (по-японски «бу»): не только «воинское искусство, воинская доблесть, слава», но и «усмирять, гладить, ласкать». Чтобы понять как объединяются столь разные значения, следует всмотреться в начертание данного иероглифа. Тогда можно заметить, что оно символизирует остановку движения двух копий, направленных друг против друга. Таким образом, подлинный смысл иероглифа «у» (или «бу») — в прекращении поединка двух соперников, в их усмирении.
Для того, чтобы это сделать, недостаточно увещеваний или окрика, необходимы огромная сила и высочайшее мастерство, ради обретения которых и тренируются приверженцы Сёриндзи Кэмпо. Из сказанного вытекает следующий принцип: «не убивать, а возрождать противника». Надо не убивать и не травмировать неприятеля, а заставить его ощутить слабость своего тела и духа, задуматься о своём несовершенстве, дать ему возможность встать на истинный путь. В этом плане Сёриндзи Кэмпо аналогично айкидо: противник должен чувствовать себя беспомощным при столкновении с кэнси, убеждаясь «на собственной шкуре» в бесполезности агрессии и в превосходстве гуманизма.

## Ранги и символика
Центральный элемент — сдвоенные круги, соэн, расположенные таким образом, что частично переплетаются друг с другом, выражают гармонию Инь и Ян, Силы и Любви. Щиты, расположенные по окружности символизируют защиту Истины, Учения и Справедливости. Четыре точки по центру каждого из щитов отражают восточные идеи Неба и Земли, Инь и Ян. Круги — это представление Мандзи (свастики) в её высшей и абсолютной форме. Мандзи выражает благоприятные начинания, источник жизни и текучесть Вселенной. В своей основе, символы омотэ мандзи и ура мандзи использовались парно и обозначали гармонию. Омотэ мандзи символизирует любовь и милосердие, ура мандзи символизирует силу и интеллект. В Сёриндзи Кэмпо эти элементы представлены гармоничными и объединёнными, а сама сущность мысли и действия, как способ человеческого существования. И это не что иное как Рики Ай Фуни (Сила и Любовь неразделимы). В Сёриндзи Кэмпо с самого начала символ омотэ мандзи прикреплялся на груди тренировочной формы кэнси. Однако в некоторых странах мы не можем использовать Мандзи, так как это может напомнить некоторым людям Свастику Нацистской партии Германии.
В японских додзё Сёриндзи Кэмпо всегда присутствуют оба варианта мандзи, левосторонний и правосторонний, причём первый из них является основным, а второй — подтверждающим первый. Со Досин объяснял это так: «Принципы справедливости, не подтверждённые силой — бессильны; сила, не следующая принципам справедливости — разбой и насилие». Иными словами, зло, объективно существующее как насилие, жестокость, наглость, безнаказанность и т. д., нельзя остановить одними только уговорами, призывами, моральным осуждением. Ему надо противопоставить силу, действующую во имя гармонии и справедливости.
Система рангов в Сёриндзи Кэмпо похожа на каратэ. Подготовительный уровень обозначается разрядами (кю) от 8-го до 1-го у детей и от 6-го до 1-го у взрослых. Обладатели 8-го и 7-го «кю» носят жёлтый пояс, 6-го, 5-го, 4-го «кю» — зелёный, а 3-го, 2-го и 1-го — коричневый. Затем следуют мастерские степени (даны), от первой до девятой, все обладатели которых носят одинаковый чёрный пояс. Впрочем, степени «кю» и «дан» характеризуют только технические уровни. Духовный и теоретический уровень на одежде никак не обозначается, но они являются первичными при сдаче экзаменов и здесь есть тоже определённая градация «посвящения». Руководить филиалом (быть сэнсэем) разрешается при наличии 3-го дана. Это очень важное условие, потому что доверять обучение и детей, и взрослых человеку, не обладающему необходимым уровнем духовного, технического и физического совершенства опасно. В «лучшем случае» такой человек будет искажать технику школы, в худшем — разрушать здоровье и губить души доверившихся ему людей.
Оценка уровня развития каждого из «кэнси» происходит на экзаменах, проводимых через такие промежутки времени, которые требуются для достижения очередной ступени. Естественно, чем выше эта ступень, тем больше времени требуется для приближения к ней. Экзаменующийся предъявляет личное удостоверение члена японской (или иностранной) федерации, квитанцию об оплате расходов, а затем сдает экзамен по теории. Только после его успешного прохождения разрешается экзамен по технике. В него входят демонстрация базовой техники (кихон), работа в паре, свободный поединок (рандори) и (кумиэмбу). Оцениваются чистота выполнения приёмов, их скорость и степень реальности. Экзамены на разряды «кю», на первый и второй даны сдают непосредственно в филиалах федерации (то есть прямо в клубах) сэнсеям. Начиная со степени 3-й дан, экзамен можно сдать только в главном центре Сёриндзи Кэмпо — «хомбу додзё», находящемся в небольшом городе Тадоцу (префектура Кагава), на острове Сикоку. По представлению руководителя филиала или по решению комиссии кэнси присваивается очередная степень, а в подтверждение этого он получает свидетельство с личной печатью главы Организации. Такова традиция, восходящая к монастырю Шаолинь и к китайским школам, связанным с ним своим происхождением.

## Цель практики
Каждая новая степень — это посвящение в новые удивительные приёмы и способы воздействия на человека. Достаточно сказать, что обладатель 1-го дана знает менее половины всей техники и методики Сёриндзи Кэмпо. После достижения этого уровня кэнси обязан периодически проходить курсы совершенствования, которые проводятся два раза в год в Хомбу. Занятия там включают изучение методов воздействия на энергетические точки и меридианы, а также методов «оживления».
Очевидец свидетельствует: «Я своими глазами видел, как преподаватель подозвал к себе одного из курсантов и быстрым, лёгким движением открытой ладони нанёс ему хлёсткий удар в заднюю часть головы. Ноги курсанта подкосились, он резко побледнел, упал на пол и замер не шевелясь. Тогда преподаватель посадил его на полу, поддерживая коленями, и надавил пальцами на какие-то точки возле ушей. Тело курсанта вздрогнуло, он открыл глаза, тряхнул головой и, сказав „аригато“ (спасибо) поднялся на ноги».
Для достижения подобных результатов вовсе не требуется лупить кулаками по макиваре, не надо ломать черепицу или кирпичи. Кстати, по поводу разбивания кирпичей Со Досин как-то сказал: «Чем бить черепицу, лучше накрыть ею крышу. Чем бить кирпичи, лучше построить из них дом». Однако важно, чтобы самые эффективные приёмы знали только духовно совершенные люди, с высоким уровнем нравственности. В этом залог того, что они будут служить правому делу. Попади такие методы на вооружение преступников, не оберёшься беды. Поэтому в Сёриндзи Кэмпо, как и в древнем Шаолине, действует принцип «невыноса за ворота» (монгай фусюцу), то есть принцип неразглашения того, что изучается. Там считается, что за те 15-20 лет, которые требуются в среднем для достижения уровня 5-го дана, кэнси в такой мере постигает мировоззрение Будды и Бодхидхармы, суть учения Конгодзэн, что его можно начинать посвящать в мир тайных техник, собранных Со Досином за двадцать лет пребывания в Китае.
Одной из наиболее существенных особенностей Сёриндзи Кэмпо является тренировка в паре с партнёром. Если в японском каратэ и в китайском ушу в основу тренинга положена практика формальных упражнений («ката» или «таолу»), то здесь такой путь изучения техники школы или стиля и повышения уровня мастерства отсутствует. Основным методическим приёмом является отработка «кумиэмбу», состоящего из нескольких десятков приёмов гохо и дзюхо, выполняемых вдвоем на большой скорости и с высокой точностью. Нападающий (кося) осуществляет реальную атаку (удар или захват), а защищающийся (сюся) должен мгновенно провести блок-контрудар, болевой приём, бросок или удержание. Контрприёмы, в отличие от атак, контролируются, иначе были бы неизбежны травмы. Победа/поражение не определяются. Оценивается точность технического исполнения, скорость и степень реальности.
Когда техника «кумиэмбу» демонстрируется на экзамене, то выставляются баллы, причём сразу обоим партнёрам. Если один из них допустил ошибку, то балл снижается обоим. Смысл такого подхода в том, что ни один человек не может жить, а тем более совершенствоваться, в одиночку. Ему обязательно нужен партнёр, который знает и умеет больше его, чтобы идти вслед за ним: «Слепой не выведет слепого из леса, они оба упадут в яму». В совместных упражнениях оба партнёра повышают свой технический уровень: «Я становлюсь сильным и ты становишься сильным». Индивидуализм, стремление быть сильным только «для себя», тенденции «одинокого тигра» в Сёриндзи Кэмпо исключаются. В пределах Всемирной Организации все его адепты — братья и друзья, а не соперники.
Именно поэтому Со Досин определил путь кэмпо как «осуществление» (становление) через взаимопомощь, помощь самому себе и слабым. Взаимопомощь является источником развития каждого человека, групп людей, общества в целом. Взаимопомощь символизирует традиционное приветствие Сёриндзи Кэмпо: складывание ладоней пальцами вверх на уровне глаз, при вертикальном положении корпуса, что означает «половина счастья мне, половина тебе». В то же время такая поза демонстрирует уважение к партнёру при сохранении собственного достоинства (никаких поклонов!). Со Досин считал, что распространение Сёриндзи Кэмпо по всему миру будет способствовать построению идеального общества, основанного на уважении между людьми.